# Machir
Machir ou Makir, signifiant « échangé », est le nom de deux personnages de l'Ancien Testament :
- Machir, fils de Manassé et père de Galaad[1]. Dans le récit que fait la Torah du périple des Israélites après l'Exode, Machir est présenté comme le conquérant des territoires de Galaad et Bashan, occupés jusque-là par les Amorrites[2].
- Machir, fils d'Ammiel, descendant de Machir fils de Manassé. Il recueille Mephibosheth, fils de Jonathan dans sa maison de Lodebar, jusqu'à ce que David le rappelle auprès de lui[3].